# Synchelidium tenuimanum
Synchelidium tenuimanum är en kräftdjursart som beskrevs av Norman 1895. Synchelidium tenuimanum ingår i släktet Synchelidium och familjen Oedicerotidae. Arten är reproducerande i Sverige. Inga underarter finns listade i Catalogue of Life.